# À l'eau de Javel
Albums de Anaïs
The Short Version
(2010) HellNo Kitty
(2014)
À l'eau de Javel est le deuxième album studio de la chanteuse Anaïs Croze paru le 5 mars 2012.

## Histoire
Elle annonce son grand retour en décembre 2011 en proposant son deuxième album studio intitulé À l'eau de Javel (sortie le 5 mars 2012), un disque de reprises des standards des années 30 à 60 qu'elle considère comme un album qui réunit beaucoup de gens d'univers très différents comportant beaucoup d'humour comme à son habitude. Le single Je n'embrasse pas les garçons est envoyé aux radios tandis que le clip Danseuse privée dans lequel elle incarne deux personnages loufoques : Tina Turner et Mistinguett, avec la participation d'André Manoukian. Le 14 mai 2012, le clip du titre Le Tango Stupéfiant est en ligne.

## Liste des chansons
- Intro : Pendant ce temps-là aux auditions
- Si j'étais une cigarette (reprise d'Éliane Embrun)
- Mon Dieu (reprise de Édith Piaf)
- Je n'embrasse pas les garçons (reprise de Denise Provence dans l'opérette Plume au Vent)
- Sombreros et Mantilles (reprise de Rina Ketty)
- Le Tango stupéfiant (reprise de Marie Dubas)
- En douce (reprise de Mistinguett)
- Mon anisette (reprise d'Andrée Turcy)
- Et le reste (feat. Nathaniel Fregoso)
- Merci mon ami
- Ouragan (reprise de Édith Piaf)
- Le Petit Cochon en pain d'épice (reprise de Lily Fayol)
- Danseuse privée (reprise de Private Dancer)